# Stiftsadjunkt
Stiftsadjunkt är en på Svenska kyrkans regionala nivå (stiften) tjänstgörande präst med kvalificerade och övergripande arbetsuppgifter. Stiftsadjunkten har en särskild inriktning på sitt arbete, till exempel gudstjänstliv, internationella frågor, ledarskapsfrågor, strukturfrågor eller barn- och ungdomsarbete. En stiftsadjunkt kan också vara föreståndare för en stiftsgård, eller på stiftsnivå arbeta med frågor rörande invandring, kriminalvård, teckenspråksarbete, sjukhusarbete och liknande.
Den första stiftsadjunkten anställdes i Visby stift efter domkapitlets beslut den 25 april 1924. Denna stiftsadjunkts uppgift var primärt att bistå arbetstyngda kolleger i enmanspastorat. Under 1930-talet kom möjligheten att genom bidrag ur Kyrkofonden anställa stiftsadjunkter. Detta utnyttjades inom kort av alla Svenska kyrkans stift. Primärt ansvarade dessa stiftsadjunkter för ungdomsarbete, arbete bland sjömän och bildningsarbete i stiften.